# Crucifixo (Cimabue, Arezzo)
O Crucifixo de Cimabue em Arezzo é um grande crucifixo de madeira pintado em cinomose, com folha de ouro, pelo pintor florentino e mosaicista Cimabue, datado de c. 1267-71. É o mais antigo de dois grandes crucifixos atribuídos a ele. Mostra uma representação pintada do corpo quase morto de Cristo na cruz, com a Virgem Maria, mãe de Jesus e São João Evangelista em ambas as extremidades das vigas da cruz.
Sua importância reside, em parte, nas inovações estilísticas e no afastamento de algumas das convenções bizantinas vigentes na época, em direção a um maior expressionismo (especialmente em seu retrato das agonias da morte por crucificação), empatia e humanismo. Nisso, a obra procura apelar para o coração do espectador em vez da mente, e talvez tentar quebrar a barreira entre espectador e divindade.